# Campionati europei di atletica leggera 2014 - Marcia 50 km
La marcia 50 km ai Campionati europei di atletica leggera 2014 si è svolta il 15 agosto 2014.

## Medaglie

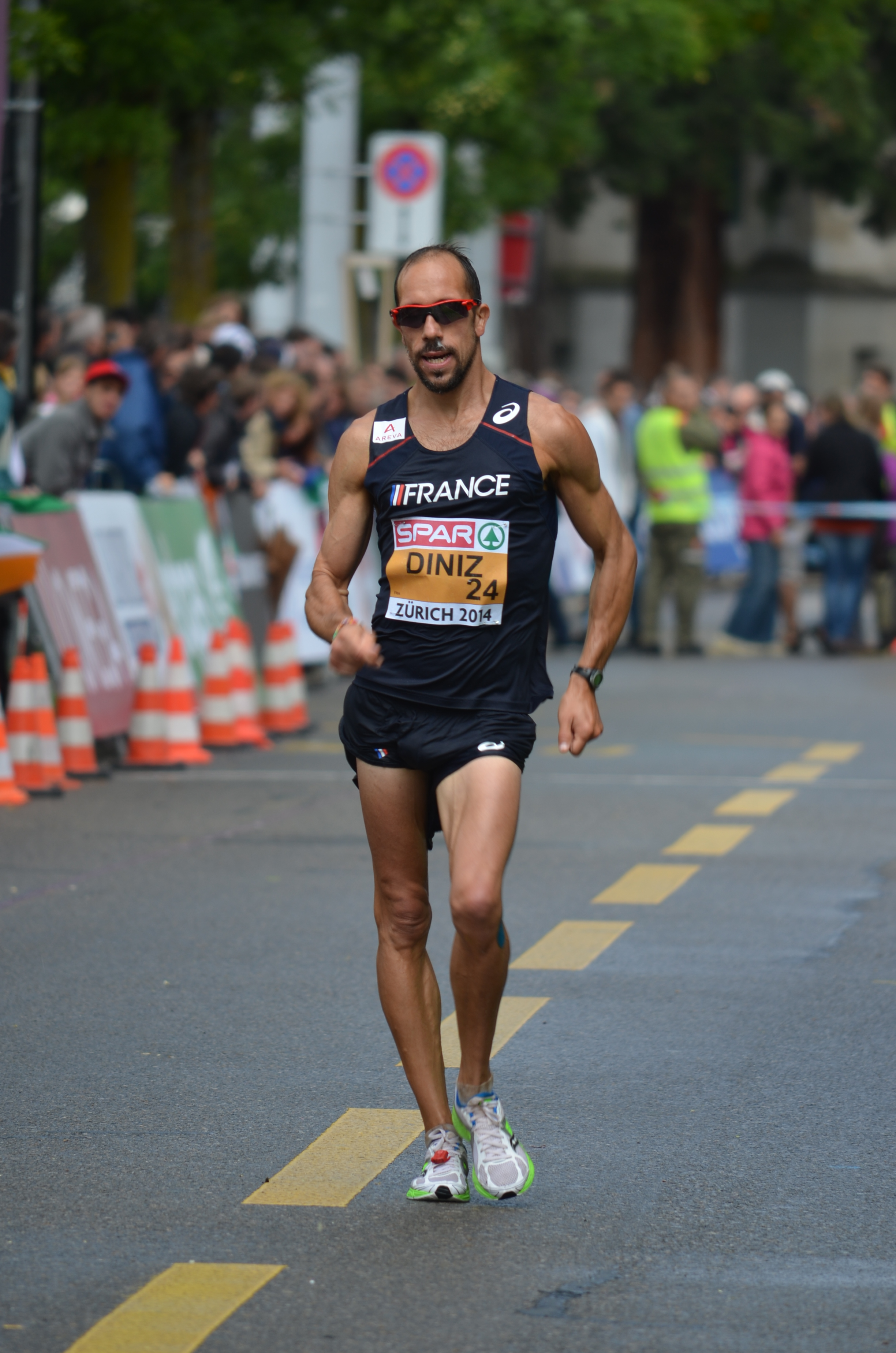
Winner Yohann Diniz

| Oro     | Yohann Diniz Francia  |
| Argento | Matej Tóth Slovacchia |
| Bronzo  | Ivan Noskov Russia    |

## Programma
| Data           | Ora   | Evento |
| -------------- | ----- | ------ |
| 15 agosto 2014 | 09:00 | Finale |

Ora locale (UTC+2)

## Risultati

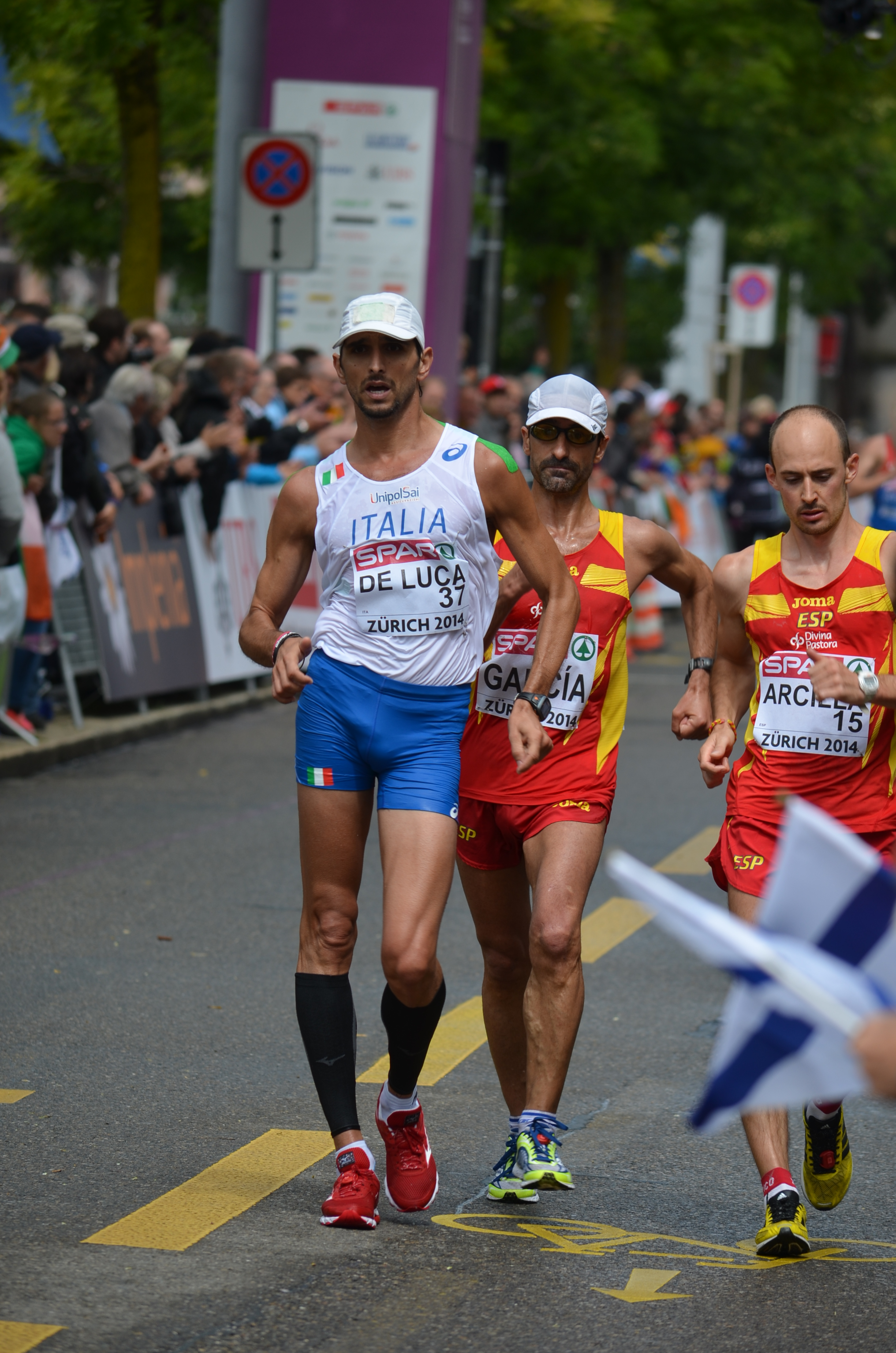
Marco De Luca in gara.

### Final
| Class   | Atleta                   | Nazione     | Tempo   | Note                                     |
| ------- | ------------------------ | ----------- | ------- | ---------------------------------------- |
| Oro     | Yohann Diniz             | Francia     | 3:32:33 | Record mondiale                          |
| Argento | Matej Tóth               | Slovacchia  | 3:36:21 | Record nazionale                         |
| Bronzo  | Ivan Noskov              | Russia      | 3:37:41 | Miglior prestazione personale            |
| 4       | Mikhail Ryzhov           | Russia      | 3:39:07 |                                          |
| 5       | Ivan Banzeruk            | Ucraina     | 3:44:49 | Miglior prestazione personale            |
| 6       | Ihor Hlavan              | Ucraina     | 3:45:08 |                                          |
| 7       | Marco De Luca            | Italia      | 3:45:25 | Miglior prestazione personale            |
| 8       | Jesús Ángel García       | Spagna      | 3:45:41 | Miglior prestazione personale stagionale |
| 9       | Rafał Augustyn           | Polonia     | 3:48:15 |                                          |
| 10      | Ato Ibáñez               | Svezia      | 3:48:42 | Miglior prestazione personale            |
| 11      | Jarkko Kinnunen          | Finlandia   | 3:48:49 |                                          |
| 12      | Oleksiy Kazanin          | Ucraina     | 3:49:00 |                                          |
| 13      | Alexandros Papamichail   | Grecia      | 3:49:58 |                                          |
| 14      | Aleksandr Yargunkin      | Russia      | 3:50:39 |                                          |
| 15      | Carl Dohmann             | Germania    | 3:51:27 | Miglior prestazione personale            |
| 16      | Brendan Boyce            | Irlanda     | 3:51:34 | Miglior prestazione personale            |
| 17      | Tadas Šuškevičius        | Lituania    | 3:52:39 |                                          |
| 18      | Veli-Matti Partanen      | Finlandia   | 3:52:58 | Miglior prestazione personale            |
| 19      | Dušan Majdán             | Slovacchia  | 3:53:26 | Miglior prestazione personale            |
| 20      | Teodorico Caporaso       | Italia      | 3:58:23 | Miglior prestazione personale stagionale |
| 21      | Francisco Arcilla        | Spagna      | 4:00:57 |                                          |
| 22      | Jean-Jacques Nkouloukidi | Italia      | 4:01:12 |                                          |
| 23      | Marius Cocioran          | Romania     | 4:03:25 |                                          |
| 24      | Martin Tistan            | Slovacchia  | 4:06:11 | Miglior prestazione personale            |
| 25      | Pedro Isidro             | Portogallo  | 4:07:44 |                                          |
| 26      | Lukáš Gdula              | Rep. Ceca   | 4:08:51 |                                          |
|         | Robert Heffernan         | Irlanda     | dnf     |                                          |
|         | Łukasz Nowak             | Polonia     | dnf     |                                          |
|         | Ivan Trotski             | Bielorussia | dnf     |                                          |
|         | Grzegorz Sudoł           | Polonia     | dnf     |                                          |
|         | Ričardas Rekst           | Lituania    | dnf     |                                          |
|         | Andreas Gustafsson       | Svezia      | dq      |                                          |
|         | Maciej Rosiewicz         | Georgia     | dq      |                                          |
|         | Pavel Schrom             | Rep. Ceca   | dq      |                                          |
|         | Perseus Karlström        | Svezia      | dns     |                                          |